# Paolo Farinati
Paolo Farinati eller Farinato degli Uberti, född omkring 1524, död 1606, var en italiensk konstnär.
Farinati målade i högrenässansens och Paolo Veroneses och Giulio Romanos stil. Han var mycket produktiv. Huvuddelen av hans många verk finns i kyrkor och museer i norra Italien, bland annat i hans födelsestad Verona. Farinati var även verksam som kopparstickare. Farinati är representerad vid bland annat Nationalmuseum.